# Кичанова, Вера Алексеевна
Ве́ра Алексе́евна Кича́нова (род. 24 мая 1991, Москва, СССР) — российская журналистка и писательница, блогер, политик. Член незарегистрированной Либертарианской партии России. Корреспондент разделов «Россия» и «Быстрый Slon» на Slon.ru с 2012 года по 2015 год, внештатный корреспондент «Новой газеты» в 2009—2011 годах, муниципальный депутат Южного Тушина в Москве (с 4 марта 2012 по 17 мая 2017 года).

## Биография
В 2008 году окончила московскую гимназию № 1551. В 2013 окончила факультет журналистики МГУ. Обучаясь на четвёртом курсе, Вера Кичанова была одной из студенток, задержанных сотрудниками ФСО 20 октября 2011 года, когда на факультет приезжал президент Медведев.
В 2008—2014 годах вела блог в «ЖЖ».
С сентября 2009 года по сей день ведёт микроблог в «Твиттере».
В 2011—2012 годах работала корреспондентом радиостанции «Голос Америки».
В 2011 году избрана депутатом Сетевого парламента «Новой газеты».
В 2011—2014 годах вела блог на сайте «Эха Москвы».
В 2012—2015 годах была корреспондентом разделов «Россия» и «Быстрый Slon» интернет-издания Slon.ru.
4 марта 2012 избрана муниципальным депутатом Южного Тушина в Москве. Выступала на митинге оппозиции 10 марта 2012 года на Новом Арбате.
Была ведущей встречи лидеров «Народного альянса» и членов Координационного совета с избирателями в клубе ArteFAQ 20 ноября 2012.
Написала книгу о панк-группе Pussy Riot — «Пусси Райот. Подлинная история». Книга рассказывает об истории создания группы, подготовке и проведении акции («панк-молебна») «Богородица, Путина прогони!» в Храме Христа Спасителя и последующем суде над тремя участницами акции — Надеждой Толоконниковой, Марией Алёхиной и Екатериной Самуцевич. Книга распространяется в электронном виде. Кроме того, на протяжении многих лет (с 2006 года по сей день) публикует стихи собственного сочинения на сайте «Стихи.ру».
В июле 2013 года по приглашению Национального фонда демократии посетила Вашингтон, где выступила на церемонии награждения Democracy Award, а также вместе с Андреем Илларионовым провела презентацию «Либертарианской партии» и дискуссию о экономической свободе в фонде Atlas Network.
22 мая 2020 года стала объектом обсуждения в программе «Вести». Сюжет был выпущен вопреки воле Веры, в нём порицалась её оппозиционная деятельность и внешний вид периода 2011—2014 годов, её гомосексуальность, а также восхвалялся нынешний внешний вид и успешная карьера на Западе.

### Эмиграция
С января 2015 года по сентябрь 2016 года работала главным редактором электронного издания «Reed», располагавшегося в Киеве (закрыто в ноябре 2017 года), где тем временем и проживала, после чего поступила в магистратуру Оксфордского университета на специальность «государственная политика» (Public Policy), которую успешно окончила.
Полномочия депутата были досрочно прекращены 16 мая 2017 года решением Совета депутатов муниципального округа Южное Тушино в связи с непредставлением сведений о доходах, расходах, об имуществе и обязательствах имущественного характера за 2016 год.
В настоящее время продолжает жить в Англии, защитила докторскую диссертацию по политической экономии в Королевском колледже Лондона, работает в архитектурном бюро Захи Хадид, занималась проектом «пешеходный Лондон». В её обязанности входило изучение пешеходизации в разных городах мира, общение с заинтересованными сторонами и написание предложений для публичных слушаний.

## Личная жизнь
Вера Кичанова была замужем за экскурсоводом Павлом Гнилорыбовым. Их свадьба в 2012 году широко обсуждалась в интернете из-за экстравагантного вида молодожёнов. Журналисты интернет-издания Lifenews Эрмина Котанджян и Юлия Рябинина их свадьбу назвали «свадьбой хипстеров». В декабре 2014 года они развелись. Кичанова не скрывает своей бисексуальности. В настоящее время замужем за Петром Казначеевым, в браке с которым родила дочь Карину (род. 2023).

## Награды
В июле 2013 года получила награду Democracy Award от американского Национального фонда демократии.

## Книги
- Вера Кичанова. Пусси Райот. Подлинная история. — Slon.ru, FastBook Project, 2012.